# کارچینو
کارچینو (به لهستانی:  Karcino) یک روستا در لهستان است که در گمینا کوووبژگ واقع شده‌است.